# Tapper (Zeitschrift)
Tapper war eine satirische Zeitschrift in Estland, die 1905–1907 (unter der Leitung von Juhan Lilienbach) und dann wieder 1917–1918 erschien. Sie stand der Arbeiterbewegung nahe und übte Kritik am Zarismus und an der estnischen Bourgeoisie. In Tapper erschienen Karikaturen, Gedichte, Erzählungen und Feuilletons, z. B. von Hans Pöögelmann und Viktor Kingissepp, zudem Übersetzungen von Werken aus anderen Sprachen, z. B. von Alexander Puschkin, Lew Tolstoi, Victor Hugo, Jack London und Emile Zola.